# Eurocuerpo
El Eurocuerpo, ubicado en la ciudad francesa de Estrasburgo (Bajo Rin), es un cuartel general de cuerpo de ejército de carácter multinacional. Creado por Francia y Alemania en 1992, hoy está integrado por personal de seis naciones marco y cinco naciones asociadas. Las naciones marco ponen el Eurocuerpo al servicio de la Unión Europea (UE) y de la OTAN, que lo certificó en 2002 como uno de sus nueve Cuarteles Generales Terrestres de Alta Disponibilidad.
Los precedentes del Eurocuerpo se  sitúan en el año 1989, cuando el canciller alemán, Helmut Kohl, y el presidente de la República francesa, François Mitterrand, inician una cooperación militar estableciendo el Consejo de Defensa y Seguridad franco-alemán y creando una brigada conjunta, que entró en funcionamiento en 1991. 
Posteriormente, en 1992, en la cumbre de "La Rochela", ambos países firmaron el informe que supuso la creación del Eurocuerpo. En ese mismo año se incorporaron a la unidad los primeros oficiales alemanes y franceses. En el año 1993 se incorporó Bélgica y, un año después, se incorporó España. En 1995 se declaró operativo oficialmente y al año siguiente se unió Luxemburgo. En 2022 Polonia se convirtió en la sexta nación marco. El Eurocuerpo actualmente cuenta con seis estados marco: Alemania, Francia, Bélgica, España, Luxemburgo y Polonia, y cinco países  en calidad de asociados como Grecia, Turquía, Italia, Austria y Rumania. También ha habido, durante diferentes períodos, militares de Canadá (2003-2007), Reino Unido (1999-2002), Países Bajos (1999-2002) y Finlandia (2002-2005).
En la actualidad el Eurocuerpo se rige por el "Tratado relativo al Eurocuerpo y el estatuto de su Cuartel General" también conocido como "Tratado de Estrasburgo", un acuerdo firmado en Bruselas el 22 de noviembre de 2004 por los ministros de Defensa de los cinco países miembros por aquel entonces: Alemania, Francia, Bélgica, España y Luxemburgo y ratificado por sus parlamentos nacionales. Finalmente entra en vigor en 2009.
El tratado según detalla el artículo 1 tiene como objeto "definir los principios fundamentales relativos a las misiones, al modo de organización y al funcionamiento del Eurocuerpo".
En el artículo 2 define al grupo militar europeo como "el cuerpo del ejército multinacional constituido por el Cuartel General y por las unidades respecto a las cuales hayan efectuado las partes Contratantes la transferencia del mando al General al mando del Eurocuerpo".
En cuanto a las misiones del Eurocuerpo, el artículo 3 del Tratado de Estrasburgo señala que podrán serle confiadas en el contexto de Naciones Unidas, la Unión Europea Occidental (UEO) y la Organización del Tratado del Atlántico Norte (OTAN). Incluyendo misiones de evacuación, aquellas de índole humanitario, mantenimiento de La Paz o gestión de crisis.

## Estados miembros
Seis países integran el Eurocuerpo como naciones marco. El tratado permite que otras naciones se conviertan en Estado miembro del Eurocuerpo, si estas cuentan con la aprobación de los miembros. El Eurocuerpo cuenta con personal procedente tanto de las naciones marco como de las naciones asociadas.

### Naciones marco[5]
- – Francia (1992)

- – Alemania (1992)

- – Bélgica (1993)

- – España (1994)
- – Luxemburgo (1996)
- – Polonia (2022)[6][7]

### Naciones asociadas
- – Austria (2002-11); de nuevo desde 2021
- – Grecia (2002)
- – Italia  (2009)
- – Rumania (2016)
- – Turquía (2002)

## Historia
El Eurocuerpo tiene su origen en la Brigada Franco-Alemana, creada en 1989. Como continuación de esta iniciativa el 14 de octubre de 1991, Francia y Alemania anunciaron su intención de fortalecer aún más la integración de la defensa europea mediante el establecimiento de un cuartel general de cuerpo de ejército.
Durante la cumbre franco-alemana de La Rochela, celebrada el 22 de mayo de 1992, el presidente francés François Mitterrand y el canciller alemán Helmut Kohl decidieron poner en marcha el proyecto y crear dicho cuartel general, el Eurocuerpo. Aunque inicialmente tuviera carácter franco-alemán,  poco después el Eurocuerpo se abriría a todos los Estados miembros de la Unión Europea Occidental (UEO).
El 19 de junio, la Unión Europea emite la llamada Declaración de Petersberg, en la que se definen las misiones que pueden ser encomendadas a la UEO y que igualmente asumirá el nuevo Eurocuerpo: asegurar la defensa común de los países aliados, llevar a cabo operaciones de mantenimiento o restablecimiento de la paz en beneficio de la Organización de las Naciones Unidas o de la Organización para la Seguridad y la Cooperación en Europa, así como otras misiones de carácter humanitario.
El 1 de julio de 1992, un Estado Mayor provisional se instala en la ciudad francesa de Estrasburgo, una de las capitales de la Unión Europea, para crear las bases del Cuartel General del Eurocuerpo.
El 21 de enero de 1993, se firma un acuerdo con SACEUR que pone el Eurocuerpo a disposición de la Organización del Tratado del Atlántico Norte. El 1 de octubre de ese mismo año, el Cuartel General del Eurocuerpo se instala definitivamente en Estrasburgo, sobre la base del Estado Mayor activado pocos meses antes.
Durante esos primeros años, varios países se unen a la iniciativa franco-alemana. El 12 de octubre de 1993, Bélgica se suma al Eurocuerpo con una división mecanizada; el 1 de julio de 1994, el Consejo de Ministros español autoriza la participación de España con una división mecanizada; Luxemburgo se une al proyecto el 7 de mayo de 1996.
En noviembre de 1995, el Eurocuerpo alcanza las condiciones necesarias para ser declarado oficialmente operativo.
En aquella época el Eurocuerpo tuvo afiliadas con carácter permanente las siguientes unidades: la 1.ª División Acorazada francesa, la 10.ª División Acorazada alemana, la 1.ª División Mecanizada belga en la que se integraba una compañía de reconocimiento luxemburguesa, la División Mecanizada «Brunete» y la Brigada Franco-Alemana, lo que sumaba un total de 50.000 efectivos, 645 carros de combate, 1400 vehículos blindados y 360 piezas de artillería. 
Esta situación se mantuvo hasta el año 1999, momento en que los jefes de Estado y de Gobierno de las cinco naciones marco del Eurocuerpo declararon en el Consejo Europeo celebrado en Colonia (3 y 4 de junio) su acuerdo de «adaptar el Cuerpo de Ejército Europeo, y en particular su Cuartel General, al nuevo escenario estratégico para convertirlo en un Cuerpo de Reacción Rápida Europeo, respondiendo al deseo de la Unión Europea de disponer de fuerzas adaptadas a las operaciones de gestión de crisis».
Esta declaración de carácter eminentemente político fue desarrollada posteriormente en el Informe de Luxemburgo del 22 de noviembre de 1999, que establecía las directrices generales para la mencionada transformación, respetando una vez más la doble orientación transatlántica y europea, al mantener al Eurocuerpo a disposición de la OTAN y de la UE para las operaciones de gestión de crisis.
El 25 de febrero de 2003, Austria y Finlandia firmaron un tratado que les permitía enviar personal a la sede del cuerpo. Finlandia siguió siendo una nación asociada hasta 2005, y Austria hasta 2011. Rumanía se convirtió en nación asociada en abril de 2016, mientras que Austria se reincorporó como nación asociada en 2021. Además, los Países Bajos y el Reino Unido han enviado funcionarios de enlace a la sede del cuerpo. 
Polonia fue aceptada como miembro en 2010. Se esperaba que fuera efectivo a partir del 1 de enero de 2016, pero se retrasó hasta enero de 2017. Sin embargo, un cambio de gobierno con las elecciones polacas de 2015 hizo que se retirara la solicitud de adhesión como nación marco para seguir siendo miembro asociado. En noviembre de 2021, Polonia volvió a manifestar su interés por adherirse como miembro de pleno derecho. Dicho interés se materializó en 2022 cuando finalmente se convierte en la sexta nación marco del Eurocuerpo.
El Eurocuerpo ha adoptado una filosofía modular y la afiliación de grandes unidades ha dejado de ser permanente. Actualmente la afiliación se realiza en función de las misiones reales en las que el Eurocuerpo deba intervenir y sus únicas unidades permanentes son el Cuartel General y una brigada multinacional de apoyo.
Considerando su contribución a la Alianza, el Eurocuerpo es hoy en día uno de los nueve Cuarteles Generales Terrestres de Alta Disponibilidad (HRF (L) HQ) de la OTAN, habiendo sido certificado como tal en el año 2003 y está plenamente integrado en el sistema de rotaciones de la Fuerza de Respuesta de la OTAN (NRF).
Por otro lado, en su vertiente europea, el Cuartel General del Eurocuerpo está igualmente ofrecido a la UE para operaciones de gestión de crisis como Mando del Componente Terrestre o Cuartel General de los Grupos de Combate de la Unión Europea (EUBG).

### Insignia
La insignia de pecho fue creada por un oficial de la oficina de empleo de las Fuerzas Armadas francesas, el teniente coronel Pellabeuf. Esta insignia, aprobada el 18 de junio de 1993 con el número G4000, fue producida por la empresa Delsart y, por orden del jefe del Estado Mayor, el general Clerc, se usó por primera vez el 5 de noviembre de 1993, durante la ceremonia oficial de creación del cuerpo y en presencia de los Ministros de Defensa de los tres países participantes en ese momento (Alemania, Francia y Bélgica).
Su descripción es "una insignia en forma de escudo que simboliza la defensa del continente europeo".
Europa está representada por dos símbolos:
- El fondo azul y las estrellas doradas de la bandera europea,
- Una silueta simbólica del continente que permite ocultar algunas de las estrellas.

Por otro lado, una espada nos recuerda que el Eurocuerpo es una gran unidad militar.

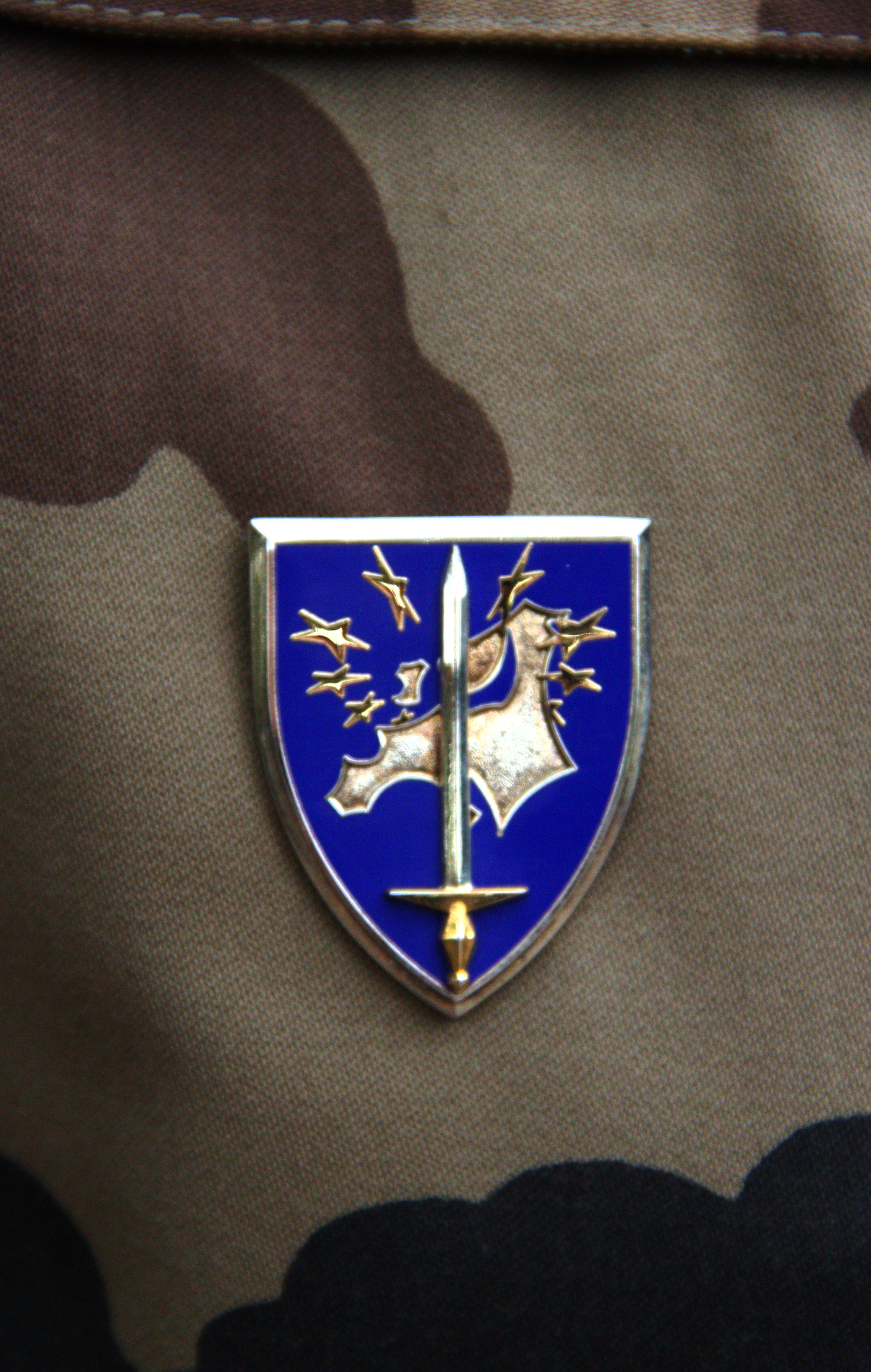
Insignia de pecho.
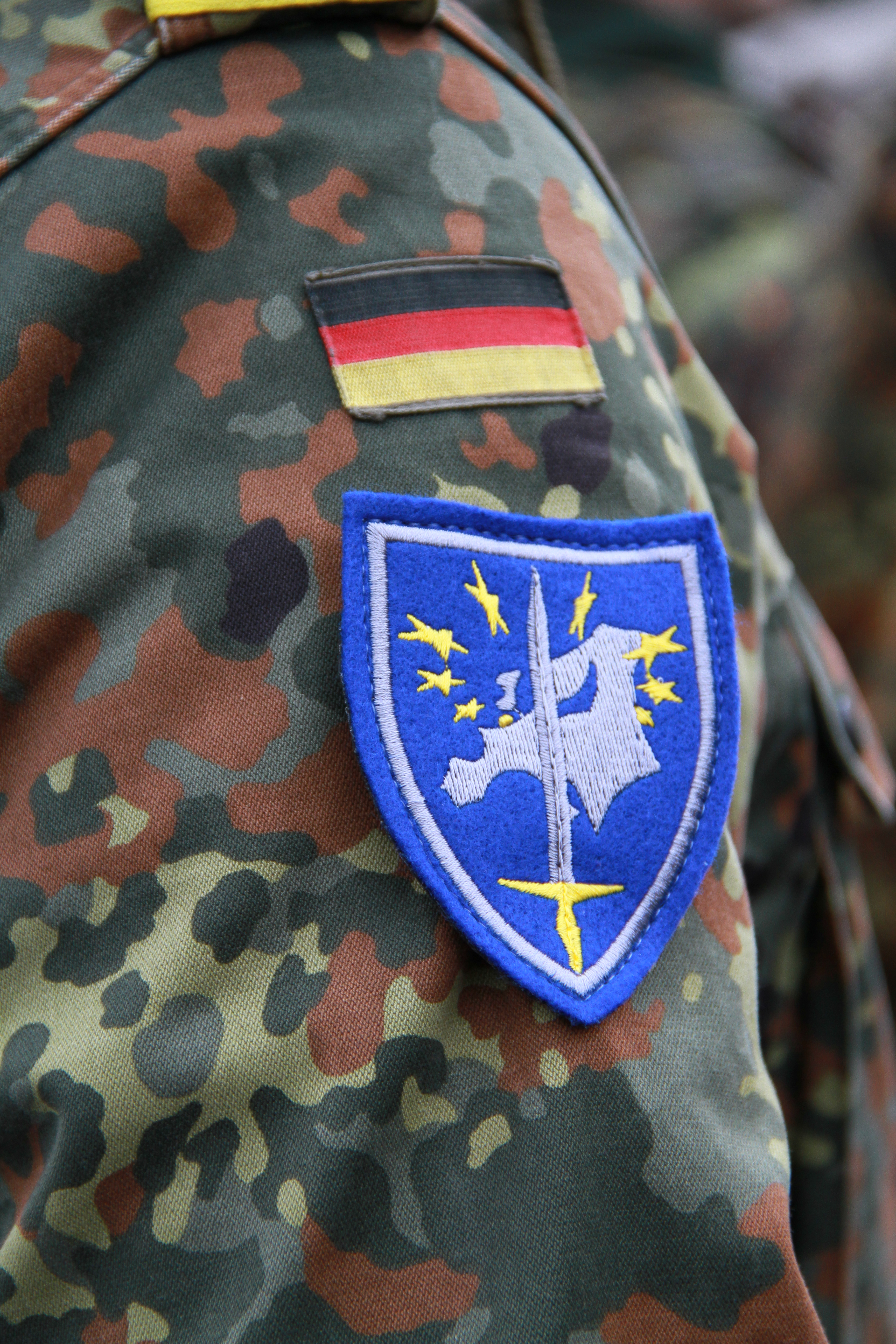
Insignia de brazo.
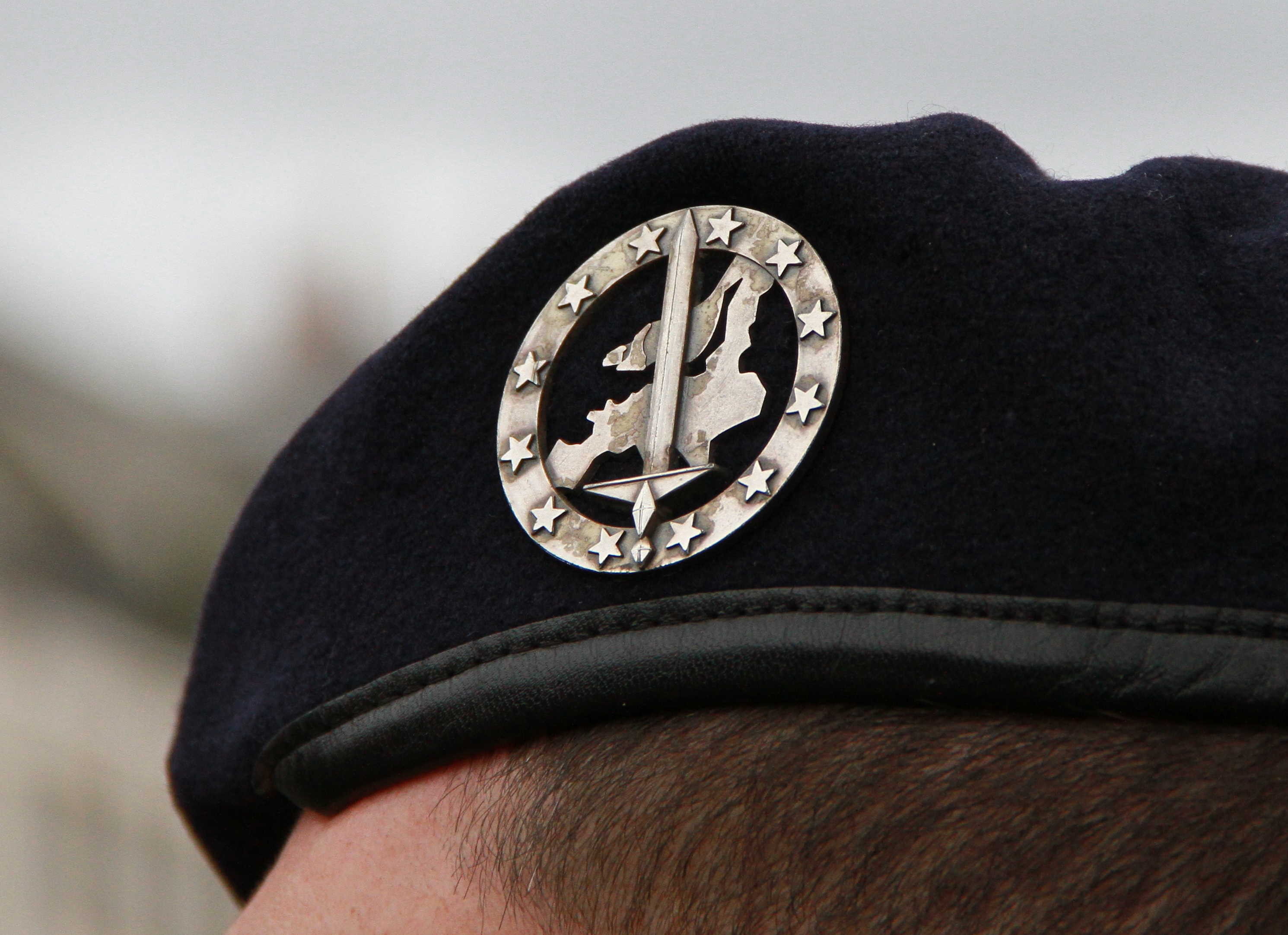
Insignia de la boina.

## Organización

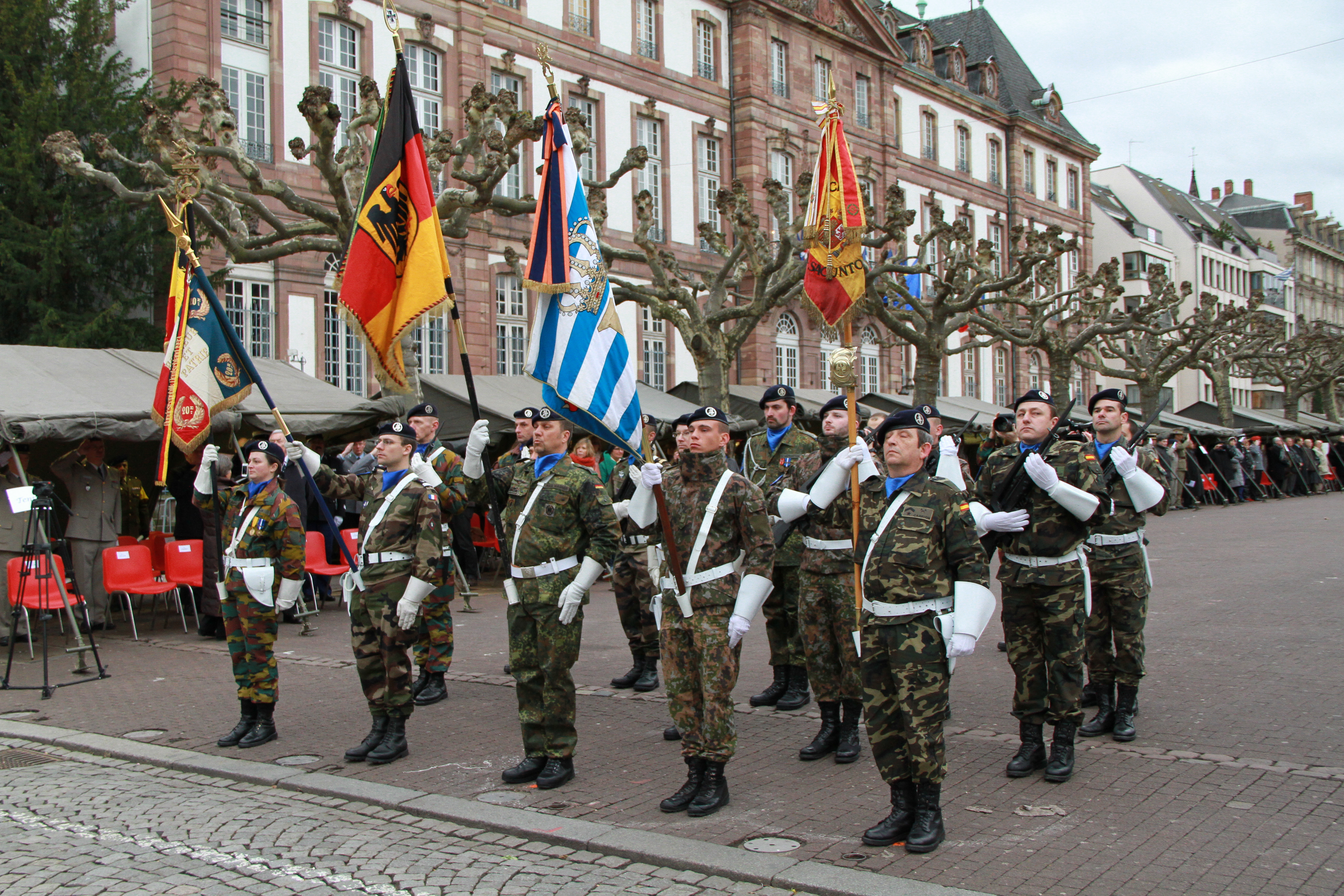
Un desfile militar del Eurocuerpo en Estrasburgo, 2013.

### Dirección político-militar[15]
El Eurocuerpo pertenece a las seis naciones marco y no está subordinado a ninguna otra organización defensiva de carácter supranacional.
El más alto órgano de decisión del Eurocuerpo es el Comité Común, que está compuesto por los jefes de Estado Mayor de la Defensa y los Directores Políticos de los Ministerios de Asuntos Exteriores de las seis naciones marco. Su misión es asegurar la dirección político-militar y la coordinación y condiciones de empleo de las fuerzas. Al mismo tiempo es el órgano colegiado encargado de mantener las relaciones con las alianzas defensivas occidentales (UE y OTAN) y con otras organizaciones internacionales. El Comité Común, por tanto, es el encargado de estudiar las posibles peticiones de apoyo por parte de organizaciones transnacionales (ONU, UE, OTAN, OSCE…) o de alguna de las naciones marco.

### Estructura[15]
El Cuartel General del Eurocuerpo se compone de un Grupo de Mando, un Estado Mayor, una Brigada Multinacional de Apoyo y el NSD.
- Grupo de Mando

Ubicado en el acuartelamiento «Aubert de Vincelles». Está formado por el teniente general del Eurocuerpo, un general segundo jefe, un jefe de Estado Mayor y los jefes de las distintas divisiones del Estado Mayor.
- Estado Mayor

Ubicado en el acuartelamiento «Aubert de Vincelles». De carácter multinacional está concebido para ser empleado con gran flexibilidad y para completarse de forma progresiva y ponderada con personal de los diferentes países participantes. El idioma de trabajo es el inglés.
- Brigada Multinacional de Apoyo

Ubicada en los acuartelamientos «Aubert de Vincelles» y «Lizé». Está formada por militares de los distintos países miembros. Tiene el cometido de proporcionar los apoyos necesarios para el despliegue y sostenimiento del Cuartel General (comunicaciones, protección, alimentación, transporte, alojamiento…).
- NSD

Destacamento nacional de apoyo. Se encarga de los asuntos nacionales de los diferentes estados marco y se encuentra en el cuartel de "Lizé".

## Operaciones militares
La decisión del empleo del Eurocuerpo es competencia de los gobiernos de las naciones marco. Desde su fundación, la unidad ha participado en múltiples operaciones y en periodos de alerta inmediata, tanto en beneficio de la Unión Europea como de la OTAN:
- De mayo de 1998 a enero de 2000: despliegue en los Balcanes, donde el Eurocuerpo participa en cuatro contingentes sucesivos de la Fuerza de Estabilización de la OTAN en Bosnia y Herzegovina (SFOR).

- De abril a octubre de 2000: despliegue en Serbia, donde el Eurocuerpo asume el mando de una rotación de la Fuerza de la OTAN en Kosovo (KFOR).
- De agosto de 2004 a febrero de 2005: despliegue en Afganistán, liderando la Fuerza Internacional de Asistencia y Seguridad de la OTAN (ISAF).
- De julio de 2006 a enero de 2007: el Eurocuerpo lidera el componente terrestre de la Fuerza de Reacción de la OTAN (NRF 7), manteniéndose en alerta permanente para un posible despliegue durante un periodo de seis meses.
- De julio de 2010 a enero de 2011: el Eurocuerpo asume un nuevo periodo de alerta de seis meses como cuartel general del componente terrestre de la NRF 15 de la OTAN.
- De enero de 2012 a enero de 2013: nuevo despliegue en Afganistán, con participación de personal del Eurocuerpo en distintos cuarteles generales de la ISAF.
- De julio a diciembre de 2015: despliegue en Malí; el Eurocuerpo asume el mando de un contingente de la Misión de Entrenamiento de la Unión Europea (EUTM Malí).
- De julio de 2016 a julio de 2017: periodo de alerta de doce meses como cuartel general del componente terrestre de dos rotaciones sucesivas del Grupo de Combate de la Unión Europea (EUBG).
- De julio de 2016 a enero de 2018: despliegue en la República Centroafricana, donde el Eurocuerpo lidera tres contingentes sucesivos de la Misión de Entrenamiento de la Unión Europea en dicho país (EUTM RCA).
- En enero de 2020, el Eurocuerpo toma una alerta de la OTAN de un año como mando del componente terrestre de la Fuerza de Respuesta 20 de la OTAN.
- Primer y segundo semestre de 2021 de la European Union Training Mission in Mali (EUTM MALI).
- Segundo semestre de 2021 y primer semestre de 2022 de la European Union Training Mission in Central African Republic (EUTM RCA) pretende asesorar y apoyar al gobierno centroafricano en la formación de las nuevas fuerzas armadas centroafricanas, que están desempeñando un importante papel en la estabilización del país.

## Generales Jefes del Eurocuerpo
Los puestos clave del Cuartel General, incluyendo el de su general jefe, se asignan por turno entre las naciones. Desde su fundación, los Jefes del Eurocuerpo han sido los siguientes:
- Teniente General Helmut Willmann: 1993–1996 (Alemania)
- Teniente General Pierre Forterre: 1996–1997 (Francia)
- Teniente General Léo Van Den Bosch: 1997–1999 (Bélgica)
- Teniente General Juan Ortuño Such: 1999–2001 (España)
- Teniente General Holger Kammerhoff: 2001–2003 (Alemania)
- Teniente General Jean-Louis Py: 2003–2005 (Francia)
- Teniente General Charles-Henri Delcour: 2005–2007 (Bélgica)
- Teniente General Pedro Pitarch Bartolomé: 2007–2009 (España)
- Teniente General Hans-Lothar Domröse: 2009–2011 (Alemania)
- Teniente General Olivier de Bavinchove: 2011–2013 (Francia)
- Teniente General Guy Buchsenschmidt: 2013–2015 (Bélgica)
- Teniente General Alfredo Ramírez Fernández: 2015–2017 (España)
- Teniente General Jürgen Weigt:  2017-2019 (Alemania)
- Teniente General Laurent Kolodziej:[17] 2019-2021 (Francia)
- Lieutenant général Peter Devogelaere: 2021- (Bélgica)